# 파울 페르후번
파울 페르후번(네덜란드어: Paul Verhoeven, 1938년 7월 18일 ~ )은 네덜란드의 영화 감독이다. 흔히 영어식 발음인 폴 버호벤으로도 많이 알려져있으며, 대표작으로 《스타십 트루퍼스》, 《토탈 리콜》 등이 있다.

## 작품 목록
- 사랑을 위한 죽음 (1973)
- 아그네스의 피 (1985)
- 로보캅 (1987)
- 토탈 리콜 (1990)
- 원초적 본능 (1992)
- 쇼걸 (1995)
- 스타쉽 트루퍼스 (1997)
- 할로우 맨 (2000)
- 블랙북 (2006)
- 엘르 (2016)
- 베네데타 (2021)